# Gagea lusitanica
Gagea lusitanica är en liljeväxtart som beskrevs av Achille Terracciano. Gagea lusitanica ingår i Vårlökssläktet och i familjen liljeväxter. Inga underarter finns listade.